# Moodnahalli, Arsikere
Moodnahalli là một làng thuộc tehsil Arsikere, huyện Hassan, bang Karnataka, Ấn Độ.